# Stylopoma magnistilla
Stylopoma magnistilla är en mossdjursart som beskrevs av Tilbrook 200. Stylopoma magnistilla ingår i släktet Stylopoma och familjen Schizoporellidae. Inga underarter finns listade i Catalogue of Life.